# ザ・ハイライト
『ザ・ハイライト』は、Sexy Zoneの通算8作目となるオリジナル・アルバム。2022年6月1日にTop J Recordsから発売された。

## 背景とリリース
2020年2月5日発売の前作『POP×STEP!?』以来、約2年4か月ぶりのオリジナル・アルバム。
初回限定盤A/B・通常盤の3形態で発売。CDの収録内容は全形態共通で、全形態にそれぞれ異なる収録内容のDVDが付いている（通常盤は初回プレスのみ）。また、初回限定盤A/BはスペシャルイラストBOX仕様となっている。
封入特典として全形態にシリアルコード入りプレゼントカードと、シリアルコード入りプレイリストカードが付いている。プレゼントカードに記載されている特設サイトに有効期限日（2022年5月31日午前10時00分から同年6月5日23時59分）までアクセスすると、本アルバムのオリジナルパーカー・バケットハット・ビーチタオルの中から1つ選び、抽選に応募できた。
予約購入先着特典として初回限定盤A/BにA4サイズクリアファイル（絵柄A/B）、通常盤にA5サイズステッカーシートが付いている。

## 制作
タイトルはメンバー全員で考案したもので、「このアルバムのどの部分（楽曲）を切り取ってもすべてに光が射し輝くハイライトである」という意味が込められている。また、今作の随所にメンバーが以前から挑戦してみたかったというレトロ感のある演出が施されていることから、1980・1990年代に多用されたザが付け加えられた。
80's洋楽風のダンスナンバーやシティ・ポップ、爽やかなクラブサウンド、切ないラブバラードなど夏のアルバムを意識した楽曲が多数収録された。
マリウス葉は活動休止中のため今作には不参加。

## アートワーク
ジャケット写真にもアルバムコンセプトである1980・1990年代の時代感が取り入れられている。
初回限定盤A・Bのジャケット写真に描かれている2つのイラストをつなげると、男女のドライブデートのワンシーンが浮かび上がる仕掛けになっている。この2つのイラストはイラストレーター・tree13が手掛けた。また、ジャケット写真にイラストを使用するアイデアはメンバー発信によるものである。
また、タイトル・アーティストロゴもメンバーの想いが反映されたもので、アーティスト名がタイトルに合わせて「セクシーゾーン」とカタカナで表記されている。

## ミュージック・ビデオ
Forever Gold
監督：泰永優子
「輝く未来の象徴として登場するテレビの中の『スター』」と、「何気ない日々の大切さに気づき、憧れのテレビの中のスターのように輝き出す『若者』」、2つのキャラクターを演じるメンバーが登場。「スター」は80'sのテレビ・ショーの中のスターとして、「若者」はアメリカン・スクール・ドラマ的なシチュエーション・イメージでそれぞれ描かれている。セットにはブラウン管のテレビやラテカセ、レコード・プレーヤー、ジュークボックスなどの小物が使用され、衣装も80'sのDCブランド的カジュアル・ファッションに布ベルト、「スター」は当時流行ったソフトスーツを着用してダンスを披露するなど、ミュージック・ビデオ全体を通して、懐かしさを新しく見せられるように制作された。監督は映像ディレクターユニット・nicographicsの泰永優子が手掛けた。
THE FINEST
アニメーション：NOSTALOOK
アルバムコンセプトである「80's 90'sレトロ」を意識して制作された、自身のミュージック・ビデオとしては初となる全編アニメーション作品。本曲を制作したJQ（Nulbarich）の制作イメージを元に、クリエイターチーム・NOSTALOOKがアニメーションを手掛けた。1980年代のテレビアニメのエンディングテーマ映像をイメージに制作され、4人の男性がさまざまなシチュエーションで1人の女性を輝かせるストーリーとなっている。

## 収録トラック

### CD
| #         | タイトル                         | 作詞                           | 作曲                                         | 編曲                                    | タイアップ                                                   | 時間  |
| --------- | -------------------------------- | ------------------------------ | -------------------------------------------- | --------------------------------------- | ------------------------------------------------------------ | ----- |
| 1.        | 「Forever Gold」(本作のリード曲) | JUN                            | Ricardo Burgrust、Christofer Erixon          | Ricardo Burgrust                        |                                                              | 3:55  |
| 2.        | 「Desideria」                    | 栗原暁(Jazzin'park)            | 久保田真悟(Jazzin'park)、栗原暁(Jazzin'park) | 久保田真悟(Jazzin'park)                 |                                                              | 4:22  |
| 3.        | 「THE FINEST」(本作のリード曲)   | Jeremy Quartus、Ryan Octaviano | Jeremy Quartus                               | Jeremy Quartus、Ethan Augustin          |                                                              | 4:11  |
| 4.        | 「夏のハイドレンジア」           | 秦基博                         | 秦基博                                       | トオミヨウ                              | カンテレ・フジテレビ系 火9ドラマ『彼女はキレイだった』主題歌 | 4:55  |
| 5.        | 「Iris」                         | RIKE、Funk Uchino              | Erik Lidbom、RIKE、Funk Uchino               | GRP                                     |                                                              | 3:46  |
| 6.        | 「SUMMER FEVER」                 | Kanata Okajima                 | Geek Boy Al Swettenham、Ronnie Icon          | Geek Boy Al Swettenham                  |                                                              | 4:14  |
| 7.        | 「Story」                        | youth case                     | youth case、Tomoki Ishizuka                  | Tomoki Ishizuka                         |                                                              | 5:22  |
| 8.        | 「Eliminator」                   | Atsushi Shimada、草川瞬        | P3AK、Andreas Ohrn                           | P3AK                                    |                                                              | 3:13  |
| 9.        | 「Freak your body」              | Komei Kobayashi                | Tommy Clint                                  | Tommy Clint                             |                                                              | 4:16  |
| 10.       | 「休みの日くらい休ませて」       | 岡崎体育                       | 岡崎体育                                     | 生田真心                                |                                                              | 3:07  |
| 11.       | 「LET'S MUSIC」                  | 浦島健太、nozomi*、H.U.B.      | Andy Love、Joacim Persson、Johan Alkenas     | Joacim Persson、Johan Alkenas、CHOKKAKU | 日本テレビ系 シンドラ『でっけぇ風呂場で待ってます』主題歌    | 3:43  |
| 12.       | 「Summer Ride」                  | butaji、STUTS                  | STUTS、butaji                                | STUTS                                   |                                                              | 4:19  |
| 13.       | 「Dream」                        | iri                            | iri                                          | TAAR                                    |                                                              | 4:34  |
| 14.       | 「Ringa Ringa Ring」             | youth case                     | Mans Ek、youth case                          | Mans Ek、Tomoki Ishizuka                | PEACH JOHN「グッドスリーピィパジャマ」テーマソング           | 4:25  |
| 合計時間: | 合計時間:                        | 合計時間:                      | 合計時間:                                    | 合計時間:                               | 合計時間:                                                    | 58:22 |

### DVD
| #         | タイトル                                | 作詞      | 作曲・編曲 | 監督     | 時間  |
| --------- | --------------------------------------- | --------- | ---------- | -------- | ----- |
| 1.        | 「Forever Gold」(Music Video)           |           |            | 泰永優子 | 4:12  |
| 2.        | 「Forever Gold」(Making of Music Video) |           |            |          | 40:32 |
| 合計時間: | 合計時間:                               | 合計時間: | 44:44      |          |       |

| #         | タイトル                                      | 作詞      | 作曲・編曲 | アニメーション | 時間  |
| --------- | --------------------------------------------- | --------- | ---------- | -------------- | ----- |
| 1.        | 「THE FINEST」(Music Video)                   |           |            | NOSTALOOK      | 4:14  |
| 2.        | 「ザ・ハイライト」(Making of Jacket Shooting) |           |            |                | 21:48 |
| 合計時間: | 合計時間:                                     | 合計時間: | 26:02      |                |       |

| #         | タイトル                                                    | 作詞  | 作曲・編曲 | 時間  |
| --------- | ----------------------------------------------------------- | ----- | ---------- | ----- |
| 1.        | 「〜ドラマあるある〜 このシチュエーションは俺のモノ選手権」 |       |            | 48:07 |
| 合計時間: | 合計時間:                                                   | 48:07 |            |       |

## チャート成績
オリコンチャート調べ
初週14.1万枚を売り上げ、2022年6月13日付の「オリコン週間アルバムランキング」で初登場1位を獲得した。これで、1stアルバム『one Sexy Zone』から10作連続・通算10作目の同ランキング1位獲得となった。また、同日付の「オリコン週間合算アルバムランキング」でもCDの売上枚数のみで週間14.1万PTを記録し、1位を獲得した。これで、2018年12月24日付からスタートした同ランキングにおいて通算4作目の1位獲得となった。
Billboard JAPAN調べ
初週14万4801枚を売り上げ、2022年6月8日公開の「Billboard Japan Top Albums Sales」で初登場1位を獲得した。また、同日公開の「Billboard Japan Hot Albums」でも初登場1位を獲得した。